# Toretocnemidae
De Toretocnemidae zijn een groep (familie) uitgestorven zeedieren, behorend tot de Ichthyosauria, die leefde tijdens het Mesozoïcum.
In 2000 definieerden Michael Werner Maisch en Andreas Matzke een klade Toretocnemidae als de groep bestaande uit de laatste gemeenschappelijke voorouder van Toretocnemus californicus en Qianichthyosaurus zhoui, en al zijn afstammelingen. 
Maisch & Matzke wisten een aantal gedeelde afgeleide kenmerken, synapomorfieën, van de groep vast te stellen. In de borstkas hebben de ribben dubbele ribkoppen. Achter de vierde vinger bevindt zich als nieuwvorming een extra vinger. Het kuitbeen bevindt zich op hetzelfde niveau van de achtervin als het dijbeen.
De groep omvat slechts de twee verankerende soorten als een klade aan de basis van de Longipinnati. Zij ontstond vermoedelijk in het Laat-Trias en stierf toen ook uit.